# Erika Villaécija
Erika Villaécija García (Barcellona, 2 giugno 1984) è un'ex nuotatrice spagnola, specializzata nello stile libero, in particolare negli 800 metri.
Il primo risultato di rilievo è datato 12 dicembre 2003, quando vinse la medaglia d'oro negli 800 metri stile libero durante gli Europei in vasca corta di Dublino. Il debutto olimpico avviene nelle Olimpiadi di Atene 2004.

## Palmarès
- Mondiali in vasca corta

Manchester 2008: bronzo negli 800m sl.
Dubai 2010: oro negli 800m sl.
- Europei

Berlino 2002: argento nella 4x200m sl.
Madrid 2004: oro negli 800m sl e nella 4x200m sl.
Eindhoven 2008: argento negli 800m sl e nei 1500m sl.
Budapest 2010: bronzo nei 1500m sl.
Debrecen 2012: bronzo nei 1500m sl.
- Europei in vasca corta

Dublino 2003: oro negli 800m sl.
Vienna 2004: bronzo nei 400m sl e negli 800m sl.
Helsinki 2006: bronzo negli 800m sl.
Debrecen 2007: argento negli 800m sl.
Istanbul 2009: argento negli 800m sl.
Stettino 2011: argento negli 800m sl.
- Giochi del Mediterraneo

Tunisi 2001: oro negli 800m sl.
Almeria 2005: oro negli 800m sl, argento nei 1500m sl, nella 4x100m sl e nella 4x200m sl.
Pescara 2009: bronzo nei 400m sl e nella 4x200m sl.